# Quebec Cartier Mining Railway
Quebec Cartier Minig Railway (en castellano Ferrocarril Minero de Cartier-Québec) es una empresa ferroviaria canadiense dedicada al servicio de transportes de mercancías.
Es un ferrocarril minero de clase II (regionales) que se extiende a lo largo de 260 millas (416 km). Conecta la mina de hierro Mont-Wright, en Quebec, con el puerto norteño de Cartier que está en la orilla del Río San Lorenzo.

## Locomotoras
Históricamente la Quebec Cartier Mining Railway o la Cartier Railway siempre fue un cliente de la MLW, a la hora de comprar locomotoras. Es así que tuvo en sus filas a las M636 y a las RS18, pero también compró en forma usadas a las ALCO C630, C636, RSD15 y la EMD GP9M.

### Modernización
En el 2001 se hizo el primer pedido de locomotoras nuevas para reemplazar a las ya obsoletas locomotoras MLW y ALCO. En ese año se hizo un pedido de 12 locomotoras General Electric AC4400CW de 4400 HP, con numeración 18-29. Estas reemplazaron a las viejas MLW RS18. 
En mayo de 2006 se recibió el último pedido de la empresa a la GE, adquiriendo otras 5 locomotoras AC4400CW con numeración 30-34. Estas tienen una modificación especial que la empresa pidió, ya que estas tienen frenos electroneumáticos y tirarán solamente trenes equipados con frenos EP.
- Datos: Q2962334